# Кяюхкё, Кауко

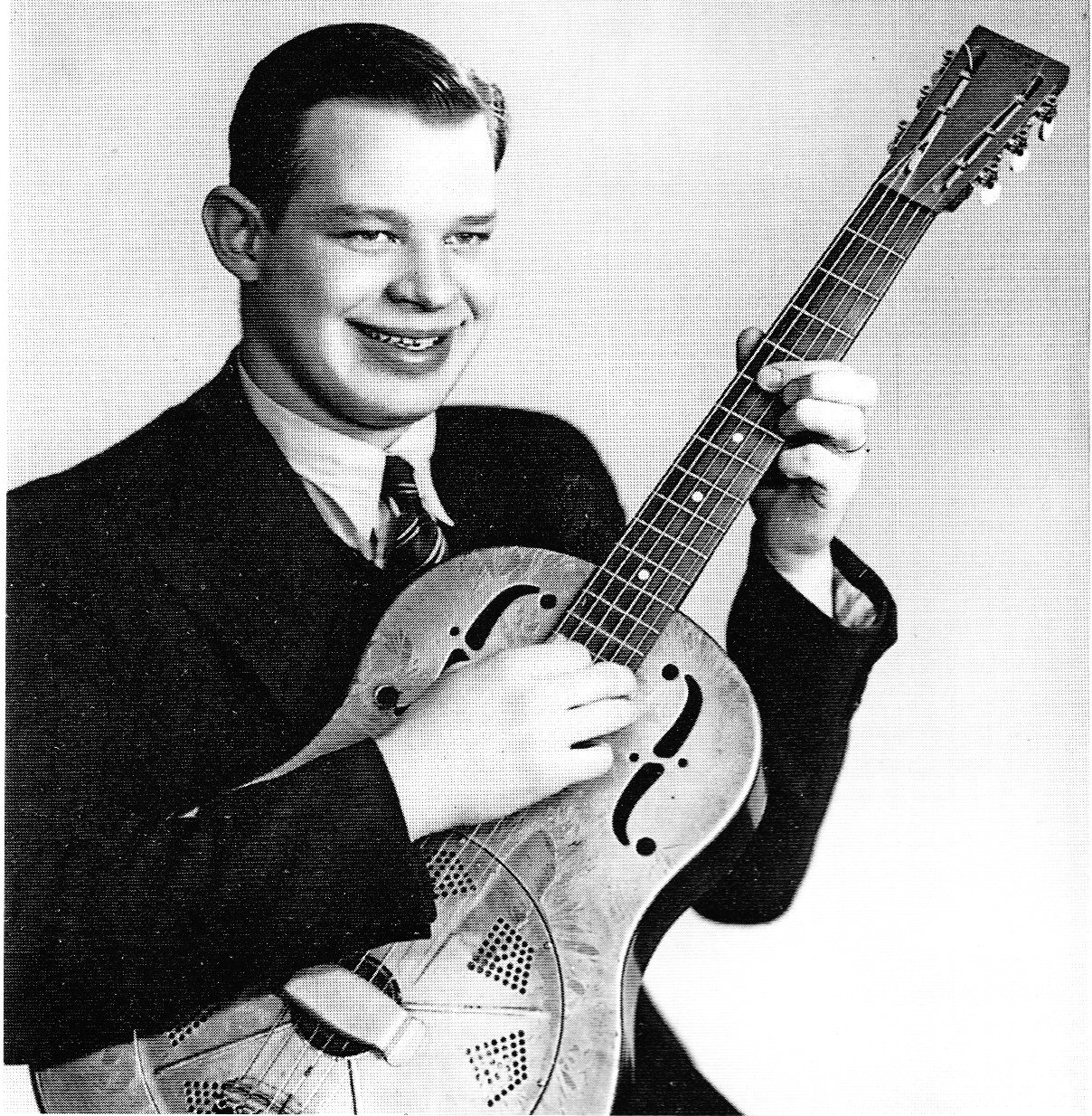
Кауко Кяюхкё в 1939 году

Ка́уко Кя́юхкё (фин. Kauko Käyhkö, 5 апреля 1916, Петроград, Российская империя — 8 апреля 1983, Эспоо, Финляндия) — финский певец, поэт-песенник, композитор и актёр, по образованию строитель.

## Биография
Финский певец и актёр Кауко Кяюхкё родился в столице Российской империи Петрограде в 1916 году. Предки его отца происходили из волости Кесялахти, Северная Карелия. Вскоре после рождения будущего певца семья перебралась в Хельсинки, где и прошло его детство.
Уже с 13 лет Кауко Кяюхкё начал писать музыку и играть в разных джаз-оркестрах — сначала на ударных в оркестре «Jazz Havaij» (1929—1931), затем на банджо в «Fenix» (1931—1933), и, наконец, на гитаре в «Amarillo» (1933—1936). В 1937 году он стал солистом Dallapé-оркестра — крупнейшего эстрадно-джазового оркестра в Финляндии 1930-х годов; в том же году он сделал свою первую запись в качестве вокалиста — «Mustalaisvalssi». В этот период Кяюхкё также занимался оперным пением под руководством певца Тойво Лоуко. Кроме того, он брал уроки пения у Торильда Брёдермана, Хейкки Тейттинена и в Италии у Манлио Маркантони.
Кяюхкё был ранен в самом конце Зимней войны, 8 марта 1940 года. Во время Войны-продолжения он работал в театре и на Олонецком радио (оккупационной радиостанции финляндской администрации), вещавшем для солдат финской армии, а также возглавлял фронтовую бригаду. После войны он продолжал работу в театре, на концертной эстраде, и, кроме того, дал три классических концерта в конце 1940-х годов. В 1948—1961 годах работал в Радиотеатре. С 1950 года и до самой смерти пел в мужском вокальном ансамбле Kipparikvartetti (другими участниками ансамбля были Олави Вирта, Тейо Йоутсела и Ауво Нуотио). В 1950 году он вступил в брак с гармонисткой Эйни Котиранта — трёхкратной победительницей финских конкурсов гармонисток (1945, 1946 и 1947 годов).
Кяюхкё также был выдающимся автором песен — так, он написал музыку к песням «Kangastus», «Tunturisatu», «Suviserenadi» и слова к песням «Kissa vieköön» и «Orvokkeja äidille». По свидетельству Петера фон Баха, существует более 300 грамзаписей Кяюхкё. Помимо собственных композиций, он исполнял также песни других авторов, например Рейно Хелисмаа и Тойво Кярки («Moukan tuuri», «Rovaniemen markkinoilla», «Kaksi vanhaa tukkijätkää» и другие). В 1976 году певец вместе с оркестром Паули Гранфельта записал свою последнюю сольную пластинку «Kehuisit edes joskus». За год до этого он записал четыре композиции по случаю пятидесятилетия со дня создания Dallapé-оркестра, солистом которого был в молодости, а также песни «Irja» и «Tunturisatu».
Помимо работы на радио и в театре, Кауко Кяюхкё сыграл множество ролей в кинофильмах. В 1961 году он оставил работу в Радиотеатре и перешёл на телевидение, став продюсером, режиссёром и ведущим таких программ, как «Suvisattumia», «Syyssattumia», «Iltaa, että mätkähtää», «Hengähä tok» и «Viihdeviehe». В 1963 году он получил премию Telvis как лучший телеведущий. В 1969 Кяюхкё оставил работу на телевидении.
Оставил две книги мемуаров: «Voi veljet! Kipparikvartetti» («О, братья! Kipparikvartetti», 1971) и «Dallapén tarina» («Рассказ о Dallapén-оркестре», 1976).
Две записи Кяюхкё, «Rovaniemen markkinoilla» и «Rakastan sinua, elämä», получили статус Золотого диска.
Большую часть своей жизни артист прожил в Хельсинки, в доме № 20 по улице Аркадианкату (район Эту-Тёёлё); в настоящее время на стене этого многоэтажного дома, построенного в 1924 году, установлена мемориальная доска в память о нём.

## Псевдонимы
В разное время Кауко Кяюхкё использовал следующие псевдонимы:
- Eräs Erkki, Vanhempi
- Justeeri
- Kake
- Karri K.
- Kirsi K.
- Peacock Paul
- Pöllö
- Raikko K. / Käyhkö Kauko
- Vanha-Vaari

## Избранные записи
- Kangastusta, 1940. Odeon.
- Älä sure tyttökulta, 1942. Odeon.
- Donna, vorrei morire, 1950. YLE:n äänite.
- Kalastaja-Eemelin valssi, 1950. Rytmi.
- On aivan sama, 1950. Rytmi.
- Kaksi vanhaa tukkijätkää, 1951. Rytmi.
- Topparoikka tulee, 1952. Rytmi.
- Mandalayn tiellä, 1955. Rytmi.
- Iltaloma Suezilla, 1956. Scandia.
- Unelmieni Torkkeli, 1958. Triola.
- Suviserenadi, 1961. Odeon.
- Luostarin puutarhassa, 1961. HMV.
- Rakastan sinua, elämä, 1963. Rytmi.
- Tapiolan tanhuvilla, 1963. Rytmi.
- Kaikuen kellot nyt soivat, 1965. HMV.
- Satu, 1966. Odeon.
- Kurjet saapuvat, 1968. Hymysävel.
- 10 henttua, 1968. Rytmi.
- Lemmenjoella paistoi kuu, 1969. Rytmi.
- Laulu oravasta, 1973. Sävel.
- Irja, 1975. Blue Master.
- Iloinen kulkuri, 1976. Blue Master.

## Фильмография
- Февральский манифест / Helmikuun manifesti (1939)
- Серенада на военной трубе / Serenaadi sotatorvella (1940)
- Дамы усадьбы / Kartanon naiset (1944)
- Сажа и золото / Nokea ja kultaa (1945)
- Молодость в тумане / Nuoruus sumussa (1946)
- Девушка недели / Viikon tyttö (1946)
- Сквозь туман / Läpi usvan (1948)
- Герой как герой / Sankari kuin sankari (1948)
- Семнадцатилетняя Ирмели / Irmeli, seitsentoistavuotias (1948)
- Невеста Калле Аалтонена / Kalle Aaltosen morsian (1948)
- Отважные бомбометатели / Pontevat pommaripojat (1949)
- Хозяин играет на гармошке / Isäntä soittaa hanuria (1949)
- Майя ищет мелодию / Maija löytää sävelen (1950)
- Танцы на могилах / Tanssi yli hautojen (1950)
- Прекрасная Веера, или баллада с озера Сайма / Kaunis Veera eli ballaadi Saimaalta (1950)
- Просто поющие ребята / Vain laulajapoikia (1951)
- Преступление на радио / Radio tekee murron (1951)
- Человек со ста мечами / Sadan miekan mies (1951)
- Добро пожаловать на утренний кофе / Tervetuloa aamukahville eli tottako toinenkin puoli? (1952)
- Маленький трактир на плоту / On lautalla pienoinen kahvila (1952)
- Kipparikvartetti (1952)
- Султан из Рантасалми / Rantasalmen sulttaani (1953)
- Сенни и султан Саволакса / Senni ja Savon sulttaani (1953)
- Толстая кожа / Paksunahka (1958)
- Большой парад мелодий / Suuri sävelparaati (1959)

## Интересные факты
Кауко Кяюхкё написал ряд песен под псевдонимом K. Raikko, однако через некоторое время выяснилось, что до Кяюхкё под этим псевдонимом уже работала сочинительница песен Эльбе Хяккинен, сестра оперной певицы Мирьям Хелин. В результате, согласно решению суда, авторские права на эти песни отошли к Хяккинен, несмотря на то, что они были написаны Кяюхкё.